# Bichon

Familiewapen van Bichon Visch (1815)

Bichon (ook: Bichon Vingerhoedt, Bichon Visch en: Bichon van IJsselmonde) is een Nederlands geslacht, waarvan leden vanaf 1815 behoorden tot de Nederlandse adel en welke adellijke tak in 1888 uitstierf, de niet-adellijke in 2003.

## Geschiedenis
De stamreeks begint met René Bichon die in Blaye (Gironde) woonde en in 1648 stierf. Zijn zoon werd stuurman bij de WIC en nageslacht vestigde zich in de Nederlanden. Ook leden van latere generaties waren actief voor de WIC en de OIC. Daarnaast vervulden vanaf de 17e eeuw leden van het geslacht bestuursfuncties in en rondom Rotterdam, alsmede op provinciaal en landelijk niveau. Het geslacht is gedurende eeuwen verbonden geweest aan de heerlijkheden Oost- en West-IJsselmonde en de gelijknamige gemeente, met het slot IJsselmonde (vanaf 1724 in het bezit van het geslacht); het slot werd in 1901 afgebroken en slechts een koetshuis bleef bestaan.
Bij Koninklijk Besluit van 16 september 1815 werd mr. Willem Anthony Bichon Visch (1780-1854) verheven in de Nederlandse adel; de adellijke Bichon Visch-tak stierf in 1888 met een dochter van hem uit. De laatste naamdragers waren de drie kinderen van mr. Cornelis Johan Adriaan Bichon van IJsselmonde, heer van Oost- en West-IJsselmonde en Lombardijen (1855-1923) van wie de twee zonen voor 1995 ongehuwd overleden en de (getrouwde) dochter in Zweden was gevestigd en daar in 2003 overleed.
Het geslacht werd in 1945 opgenomen in het genealogische naslagwerk Nederland's Patriciaat.

## Enkele telgen
Claes Bichon (1660-1734), schipper OIC, schepen van Rotterdam; trouwde in 1704 (in derde echt) met Cornelia Henrietta Hechtermans, vrouwe van Oost-IJsselmonde (1684-1750)
- Mr. Jean Bichon, heer van Oost- en West-IJsselmonde (1716-1801), bewindhebber WIC en OIC, burgemeester van Rotterdam; trouwde in 1738 met Jacoba Catharina Vingerhoedt (1720-1746) en in 1751 met Bartha Theodora Visch (1720-1782) 
  - Mr. Johan Adriaan Bichon, heer van Oost- en West-IJsselmonde (1740-1807), schepen van Rotterdam
    - Mr. Marinus Cornelis Bichon van IJsselmonde, heer van Oost- en West-IJsselmonde en Lombardijen (1781-1845), burgemeester van Rotterdam, lid Provinciale Staten van Zuid-Holland, Staatsraad i.b.d.
      - Mr. Johan Adriaan Marinus Bichon van IJsselmonde (1807-1880), president arrondissementsrechtbank te Rotterdam, lid gemeenteraad van Rotterdam, dijkgraaf van het Waterschap IJsselmonde
      - Albert Franciscus Leonard Bichon van IJsseImonde (1808-1880), burgemeester en secretaris van Hillegersberg-en-Rotteban en Bergschenhoek, lid Provinciale Staten van Zuid-Holland
        - Mr. Cornelis Johan Adriaan Bichon van IJsselmonde, heer van Oost- en West-IJsselmonde en Lombardijen (1855-1923), hoofd-ingeland Hoogheemraadschap van Schieland, dijkgraaf Waterschap Bleiswijk,  lid Provinciale Staten van Zuid-Holland, lid Tweede Kamer der Staten-Generaal
          - Mr. René Bichon van IJsselmonde, heer van Oost- en West-IJsselmonde (1902-1987), president van de arrondissementsrechtbank in Zutphen
          - Magdalena Bichon van IJsseImonde (1905-2003), laatste telg van het geslacht

      - Mr. Marinus Bichon van IJsselmonde, heer van Oost- en West-IJsselmonde en Lombardijen (1815-1889), lid Provinciale Staten van Zuid-Holland, lid Tweede Kamer der Staten-Generaal

  - Herman Bichon (1743-1820), bewindhebber WIC
  - Mr. Jacob Bastiaan Bichon Visch (1752-1834), raadsheer Hoge Raad der Nederlanden
    - Jhr. mr. Willem Anthony Bichon Visch (1780-1854), raadsheer Hooggerechtshof, in 1815 verheven in de Nederlandse adel
      - Jkvr. Maria Johanna Bichon Visch (1817-1888), laatste telg van de adellijke tak Bichon Visch

Geslachten die opgenomen zijn in het sinds 1910 verschijnende genealogische naslagwerk Nederland's Patriciaat. Lijst volgens opgave van het CBG Centrum voor familiegeschiedenis.
A · B · C · D · E · F · G · H · I · J · K · L · M · N · O · P · Q · R · S · T · U · V · W · Y · Z